# الله أعلم
الله أعلم ألبوم غنائي أطلق في عام 2006، انتجه فضل شاكر وكان فضل دائماً قلق بشأن الأغاني والأقرب للانغام العربية، وحاول دائماً أَن يبقي الأسلوب الموسيق العربي الحقيقي إجمالاً أغانيه المعروفة أَلا يكون لها تأثير نغمِ غربي وهو معروف لأسلوبِه الغنائيِ الفريد وكنتيجة، لعمله بنى قاعدة من الجماهير كبيرة في كافة أنحاء الوطن العربي.

## الأغاني
- الله اعلم
- انا بحبك
- امبارح بليل
- خدني معاك مع (يارا)
- اللي أنت شايفه
- كنت مفكر
- غايب عني ليه
- قلبي عايش
- ودعتك
- انسي اللي راح
- لحظه لقي
- بوسني وصالحني